# 트릭 대디
트릭 대디 (Trick Daddy, 본명: Maurice Young, 1973년 9월 27일 ~ )는 미국의 힙합가수이다. 대표 곡으로는 트위스타와 릴 존과 함께한 Let's Go, 루다크리스, 릴킴, 씨 로 그린과 함께 작업한 Sugar (Gimme Some) 등이 있다.